# سوزان كاري (عالمة نفس)
سوزان كاري (بالإنجليزية: Susan Carey) هي عالمة نفس أمريكية، ولدت في 1942.